# Antirrhinum latifolium
Antirrhinum latifolium là một loài thực vật có hoa trong họ Mã đề. Loài này được Mill. mô tả khoa học đầu tiên năm 1768.